# 司馬康之
司马康之（?—?），东晋宗室，谯闵王司马承的曾孙，谯王司马尚之从弟。
元兴元年（402年）二月为桓玄杀害谯王司马尚之。桓玄上疏以谯闵王不宜绝嗣，更封司马康之为谯县王（治所在今安徽省亳州市）。永始元年（403年）桓玄代晋建楚。晋安帝反正，追赠司马尚之为卫将军，以司马休之长子司马文思为司马尚之嗣，袭封谯郡王。司马康之之子司马文惠出继司马允之，袭爵广晋伯。刘宋受禅，广晋国除。
| 前任： 司马尚之 | 晋朝谯县王 402年－403年 | 繼任： 司马文思 |